# Kritika izraelské vlády

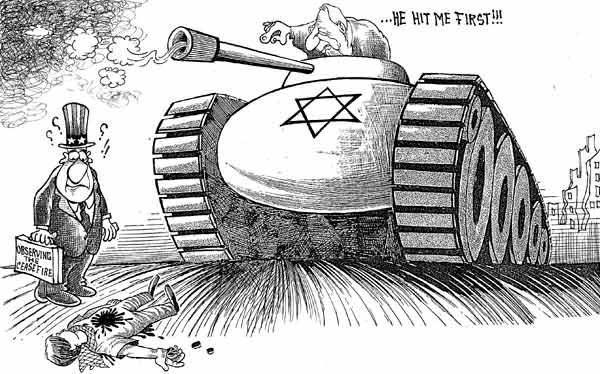
Karikatura libanonského karikaturisty kritizující politiku Ariela Šarona

Kritika izraelské vlády, často označovaná jednoduše jako kritika Izraele, je předmětem novinářských a vědeckých komentářů a výzkumů v rámci teorie mezinárodních vztahů. Izrael čelí od vyhlášení nezávislosti v roce 1948 mezinárodní kritice týkající se nejrůznějších témat, a to jak historických, tak současných.
Izraelská vláda je kritizována za otázky týkající se izraelských osad na palestinských územích, zacházení s Palestinci, postupu Izraelských obranných sil v arabsko-izraelském konfliktu, blokády Pásma Gazy a jejího dopadu na hospodářství palestinských území, programu jaderných zbraní a programu cíleného zabíjení. Mezi další, dlouhodobě kritizované problémy, patří: odmítání umožnit poválečným palestinským uprchlíkům návrat do jejich domovů a dlouhodobá okupace území získaných ve válce a výstavba osad na nich. Zpochybňován je také status Izraele jako zastupitelské demokracie, protože izraelští obyvatelé okupovaných území mohou hlasovat v izraelských volbách, zatímco palestinští obyvatelé nikoli.
Kritika izraelské politiky pochází od několika skupin: především od aktivistů v Izraeli i ve světě, OSN a dalších nestátních neziskových organizací včetně evropských církví a masmédií. Obě strany často tvrdí, že média jsou zaujatá. Od roku 2003 vydala OSN 232 rezolucí týkajících se Izraele, což je 40 % všech rezolucí, které OSN za toto období vydala, a více než šestkrát více než v případě Súdánu, který se umístil na druhém místě.
Někteří kritici izraelské vlády se snaží delegitimizovat právo Izraele na existenci, což vede k debatě o tom, kdy kritika izraelské vlády překračuje hranici antisemitismu. Jedním z důsledků mezinárodní kritiky je dopad na sociální psychologii izraelské židovské veřejnosti – podle průzkumu se více než polovina Izraelců domnívá, že „celý svět je proti nám“, a tři čtvrtiny Izraelců věří, že „bez ohledu na to, co Izrael udělá nebo jak daleko zajde při řešení konfliktu s Palestinci, svět bude Izrael i nadále kritizovat“.